# Stazione di Nevers
La stazione di Nevers (in francese Gare de Nevers) è la principale stazione ferroviaria di Nevers, Francia.